# Tom Kenny
Thomas James Kenny (Siracusa, Nueva York; 13 de julio de 1962) es un actor y comediante estadounidense. Es conocido por ser la voz de Bob Esponja en Inglés.

## Biografía
Nació y fue criado en Siracusa, Nueva York, hijo de Teresa Bridget (Donigan) y Paul Austin Kenny. Fue al Bishop Grimes High School, una escuela secundaria católica en Syracuse.
A principios de la década de los ochenta se convirtió en vocalista de una banda local llamada The Tearjerkers cuando reemplazó al vocalista original, Buddy Love. Entre los integrantes del grupo musical se encontraban Charlie Robbins, Dave DeCirce y Dave Soule. La canción más conocida de la banda es «Syracuse Summer». 

### Carrera

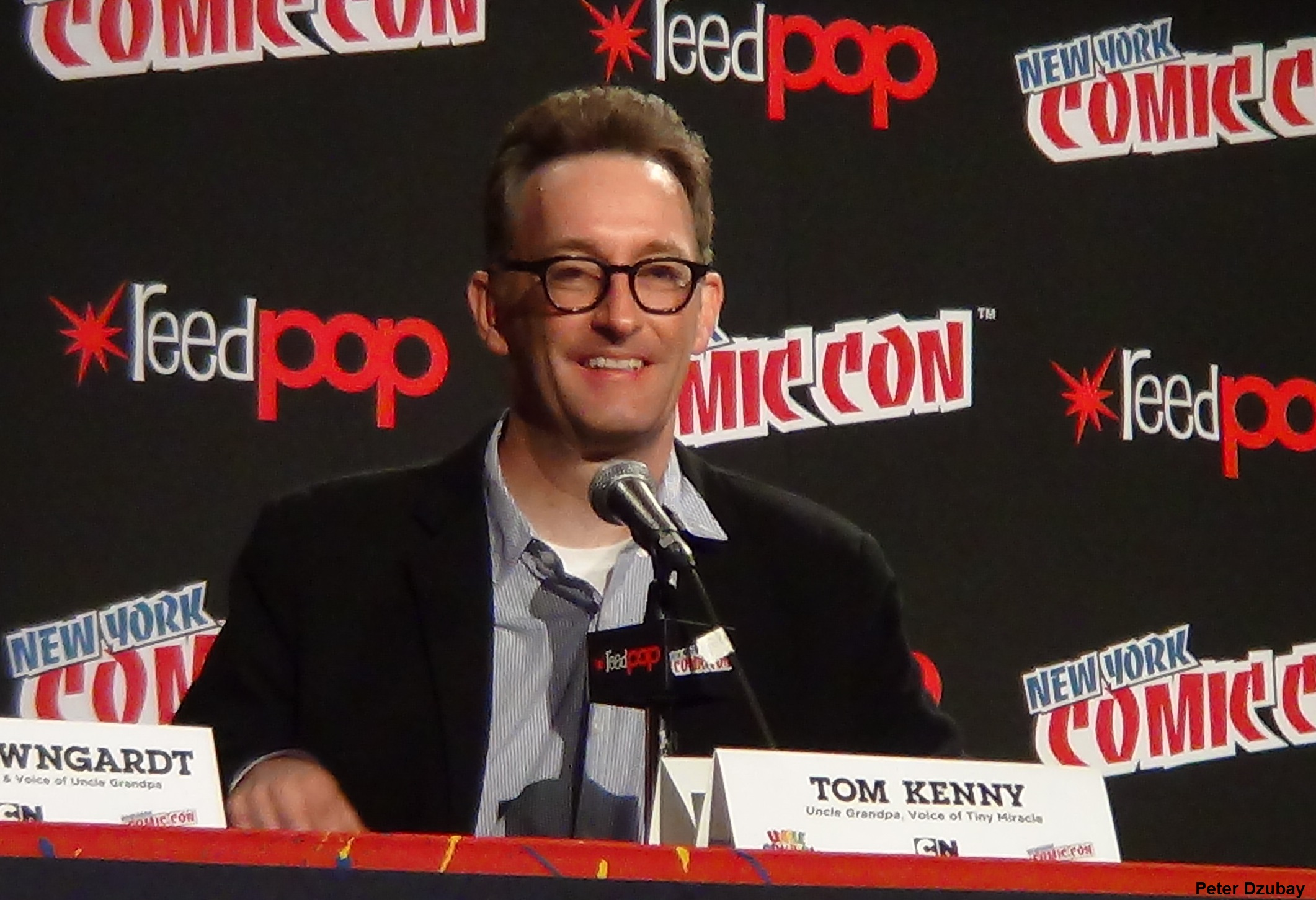
Tom Kenny en la Convención Internacional de Cómics de Nueva York de 2014.

Kenny ha actuado en muchas películas y programas de televisión, debutando en How I Got Into College (1989) y más tarde apareció en películas como Shakes The Clown y Comic Book: The Movie. Él apareció en comedias bosquejo The Edge de la cadena Fox y el Mr. Show de HBO, donde tuvo la oportunidad de trabajar junto a su esposa, Jill Talley. 
En 1996 protagonizó también junto a su mujer el aclamado videoclip Tonight, Tonight de la banda The Smashing Pumpkins.
Desde 2004 es locutor de los Nickelodeon Kids' Choice Awards. También a apareció en los segmentos de acción en vivo de Bob Esponja como Parche el Pirata, y apareció en The Haunting Hour en la cuarta temporada episodio, "Tío Howee" como el tío Howee, una alta energía niños' show con extraños poderes.
Su rol más destacado es como Bob Esponja en la serie homónima, así como el personaje en vivo de Patchy el Pirata, Gary el caracol y el narrador francés basado en Jacques Cousteau. Joe Murray audicionó a Kenny para los papeles de voz para la serie en un casting en Los Ángeles, California. En una ocasión, los productores necesitaron a Kenny para llenar un papel de Charlie Adler, que estaba ausente. Él da voz de Cupido para Nickelodeon en el programa Los Padrinos Mágicos. 
Da voz a Heffer Wolfe y a otros personajes de La vida moderna de Rocko. Joe Murray optó por Kenny durante varios papeles en otro de sus proyectos, como en Camp Lazlo como el Scoutmaster Lumpus y Slinkman, porque para Murray, después de ver el trabajo previo de Kenny para La vida moderna de Rocko, consideró que Kenny "añade interés a sus papeles" y "aporta mucho ". 
Dio voz a Perro en CatDog, también tenía varios papeles en The Powerpuff Girls, donde fue el alcalde, el Narrador, Mitch Mitchelson, Serpiente, el pequeño Arturito, Arcoíris el payaso, etc. También expresó a Eduardo, y varios otros personajes de Foster's Home for Imaginary Friends.

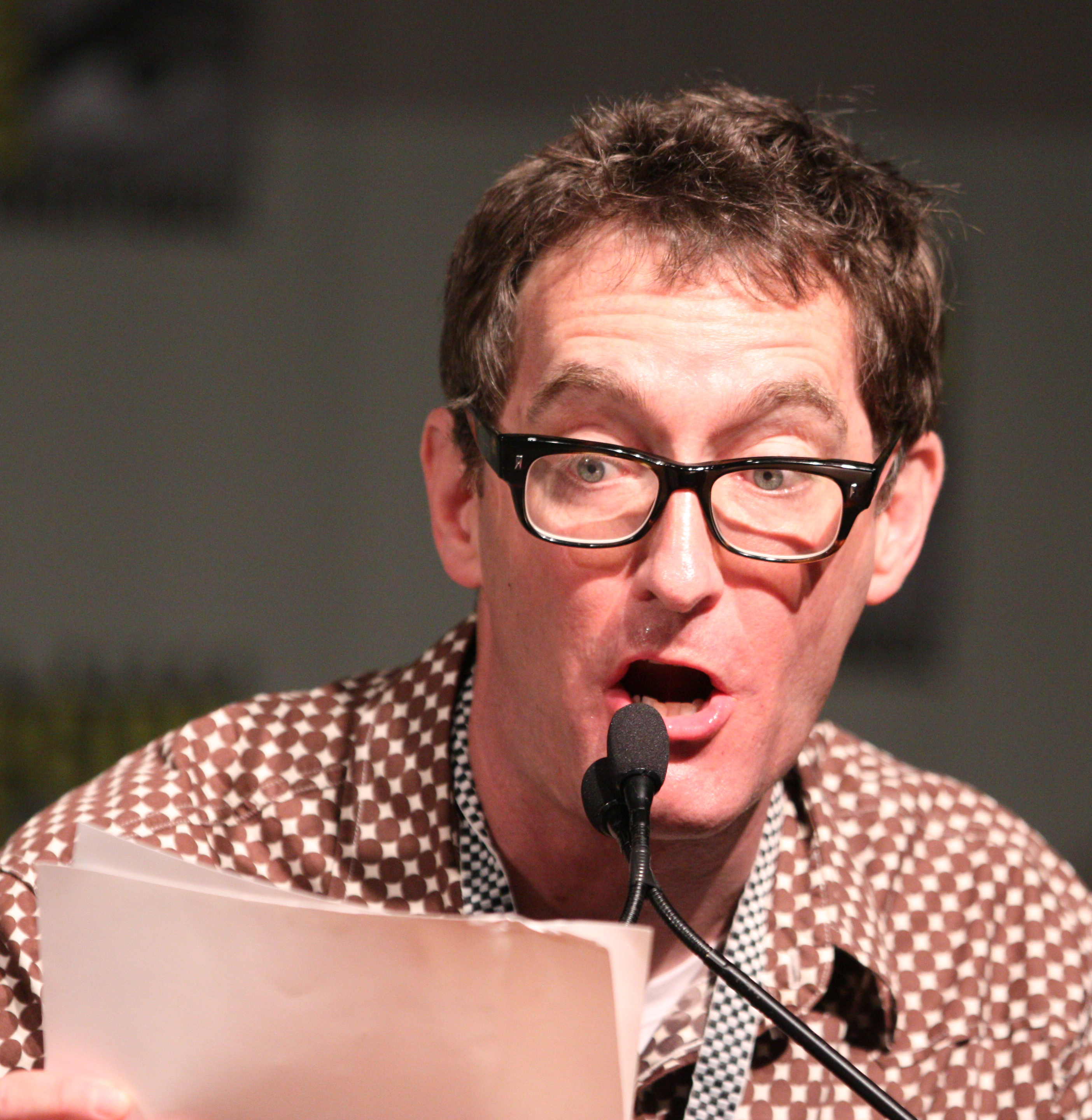
Kenny en la Comic-Con de San Diego de 2010.

También realiza a Ice King y Magic Man en Adventure Time. En 2011, Kenny tomó el puesto de conejo de Ken Sansom en Winnie the Pooh.

## Vida personal
Tom Kenny está casado con la actriz de voz Jill Talley desde el año 1995, ella también trabaja en la serie Bob Esponja como Karen. Tienen dos hijos: Mack (nacido en el año 1997) y Nora (nacida en agosto del 2003) y viven en Studio City en Los Ángeles.

## Trabajos

### Televisión
| Año                      | Título                                            | Rol | Nota                                 |
| ------------------------ | ------------------------------------------------- | --- | ------------------------------------ |
| 1985-1987                | Los Supersónicos                                  | El Narrador | Serie de TV                          |
| 1992                     | Medusa: Dare to Be Truthful                       | Bobo Kaufman | Cortometraje de TV                   |
| 1992                     | The Edge                                          | El mismo, varios personajes | Sketch imagen real                   |
| 1993-1996                | La vida moderna de Rocko                          | Heffer Wolfe y Voces Adicionales | Series animadas Otras voces          |
| 1993-1996                | Animaniacs                                        | Voces Adicionales | Series animadas Otras voces          |
| 1994                     | Attack of the 5 Ft. 2 In. Women                   | Director | Cortometraje de TV                   |
| 1995                     | Dumb and Dumber                                   | Weenie | Voz Serie de TV                      |
| 1995                     | The Sylvester and Tweety Mysteries                | Egghead, Slowpoke Rodríguez y Voces Adicionales | Series animadas Otras voces          |
| 1995                     | Pinky y Cerebro                                   | Voces Adicionales | Series animadas Otras voces          |
| 1995                     | ¡Fenomenoide!                                     | Voces Adicionales | Series animadas Otras voces          |
| 1995                     | Mr. Show with Bob and David                       | El mismo, varios personajes | Serie de HBO imagen real             |
| 1996                     | Mr. Show with Bob and David: Fantastic Newness    | Carlin McCree | Serie de HBO imagen real             |
| 1996                     | Malibu Shores                                     | Moderador de Debate | Serie de TV                          |
| 1996                     | Brotherly Love                                    | Doug, Lucien | Serie de TV                          |
| 1996-2000                | KaBlam!                                           | Voces adicionales | Otras voces Series animadas          |
| 1996-2003                | Dexter's Laboratory                               | Val Hallen y Douglas E. Mordecai III | Otras voces Series animadas          |
| 1997                     | Rugrats                                           | Voces adicionales | 3 episodios                          |
| 1997-1998                | I Am Weasel                                       | Robber | Series animadas                      |
| 1997-1999                | Cow and Chicken                                   | Pyles the Beaver y Voces Adicionales | Series animadas                      |
| 1997                     | Arthur                                            | Voces adicionales | Series animadas                      |
| 1997-2001                | Kipper the Dog                                    | Jake, Frog | Series animadas                      |
| 1998                     | Recess                                            | Voces adicionales | 4 episodios                          |
| 1998                     | Histeria!                                         | Bill Straitman, Egghead, Slowpoke Rodríguez y Voces Adicionales | Series animadas Otras voces          |
| 1998                     | Dr. Katz                                          | El mismo | Series animadas                      |
| 1998                     | Pinky, Elmyra & the Brain                         | Varias voces | Series animadas                      |
| 1998                     | A Little Curious                                  | Mr. String ("Slippery When Wet" & "Hot and Sticky") | Otras voces                          |
| 1998-2000                | Godzilla: The Series                              | Nigel | Otras voces                          |
| 1998-2005                | CatDog                                            | Dog y Cliff | Series animadas                      |
| 1998-2005                | The Powerpuff Girls                               | Alcalde de Townsville, Narrador, Mitchel "Mitch" Mitchelson, Serpiente, Arturito (en reemplazo de Carlos Alazraqui), Arcoíris el payaso, Val Hallen y Voces Adicionales | Series animadas Otras voces          |
| 1999                     | Mission Hill                                      | Wally Langford | Series animadas Otras voces          |
| 1999                     | Johnny Bravo                                      | Carl Chryniszzswics | Series animadas Otras voces          |
| 1999                     | Detention                                         | Duncan Bubbles (Voz electrónica), personajes adicionales | Series animadas Otras voces          |
| 1999                     | Dilbert                                           | Asok y Ratbert | Series animadas Otras voces          |
| 1999                     | The Brothers Flub                                 | Additional Animal Characters | Series animadas Otras voces          |
| 1999–2003, 2008–2013     | Futurama                                          | Yancy Fry | Series animadas Otras voces          |
| 1999–presente            | Bob Esponja                                       | Bob Esponja, Gary, Narrador Francés, Harold Panatalones Cuadrados, Jellyfish, Parche el Pirata (secuencias en imagen real)                                              | 3 veces nominado al Premio Annie     |
| 2000                     | Poochini                                          | Voces Adicionales | Series animadas Otras voces          |
| 2001                     | The Proud Family                                  | Voces Adicionales | Series animadas Otras voces          |
| 2001                     | That '70s Show                                    | Woofy the Funland Dog | Serie de TV                          |
| 2001                     | Samurai Jack                                      | Leader, Chritchellite #1, Chritchellite #2 y Chritchellite #3 | Series animadas                      |
| 2001                     | La Momia: La serie animada                        | Jonathan Carnaghan | Series animadas Otras voces          |
| 2001                     | Time Squad                                        | Abraham Lincoln, Eli Whitney, Sigmund Freud yMoctezuma II | Series animadas                      |
| 2001-2014                | Los padrinos mágicos                              | Cupido | Series animadas                      |
| 2002                     | Kim Possible                                      | Dr. Fen y Joe | Series animadas                      |
| 2002                     | 3 South                                           | Voces Adicionales | Series animadas                      |
| 2002                     | What's New Scooby-Doo                             | Natlas, Harry Harrison y Sam the Safety Engineer | Series animadas                      |
| 2002                     | ¡Mucha Lucha!                                     | Megawatt | Series animadas                      |
| 2002                     | Home Movies                                       | Doctor | Series animadas                      |
| 2002-2008                | Codename: Kids Next Door                          | Mr. Wink, The Common Cold, Knightbrace y Cuppa Joe |                                      |
| 2003                     | My Life As A Teenage Robot                        | Voces Adicionales | Series animadas Otras voces          |
| 2003                     | Teen Titans                                       | Mumbo y Fixit | Series animadas Otras voces          |
| 2003-2006                | Xiaolin Showdown                                  | Raimundo Pedrosa, Grand Master Dashi, Vlad y Hannibal Roy Bean | Series animadas Otras voces          |
| 2004                     | Saturday Night Live                               | Bob Esponja (no acreditado) | Cameo                                |
| 2004                     | The Batman                                        | Oswald "Ozzie" Chesterfield Cobblepot (Pingüino) | Otras voces Series animadas          |
| 2004                     | Danny Phantom                                     | Voces Adicionales | Otras voces Series animadas          |
| 2004                     | Hi Hi Puffy AmiYumi                               | Voces Adicionales | Otras voces Series animadas          |
| 2004                     | Super Robot Monkey Team Hyperforce Go!            | Gibson | Otras voces Series animadas          |
| 2004                     | All Grown Up!                                     | Old Man | Otras voces                          |
| 2004-2006                | Brandy & Mr. Whiskers                             | Ed | Otras voces                          |
| 2004-2009                | Foster's Home for Imaginary Friends               | Eduardo, Socket Tubey y Voces Adicionales | Otras voces Series animadas          |
| 2005                     | American Dad!                                     | Slow Janitor | Series animadas                      |
| 2005                     | The Buzz On Maggie                                | Voces Adicionales | Series animadas Otras voces          |
| 2005                     | The Life and Times of Juniper Lee                 | Voces Adicionales | Series animadas Otras voces          |
| 2005                     | American Dragon                                   | Voces Adicionales | Series animadas Otras voces          |
| 2005-2008                | My Gym Partner's a Monkey                         | Jake Spidermonkey Y Henry el Armadillo | Series animadas Otras voces          |
| 2005-2008                | Camp Lazlo                                        | Scoutmaster Lumpus y Slinkman | Series animadas Otras voces          |
| 2006                     | The Emperor's New School                          | Voces Adicionales | Series animadas Otras voces          |
| 2006                     | Shorty McShorts' Shorts'                          | Father y Ron Shepard | Otras voces                          |
| 2006                     | Korgoth of Barbaria                               | Hargon, | Otras voces                          |
| 2006-2007                | Squirrel Boy                                      | León | Otras voces Series animadas          |
| 2006-2008                | Class of 3000                                     | Edward "Eddie" Phillip James Lawrence III y Ms. Squatenchowder | Otras voces Series animadas          |
| 2006-2011                | Handy Manny                                       | Mr. Lopart y Pat | Otras voces Series animadas          |
| 2007                     | Transformers: Animated                            | Starscream, Sideswipe, Isaac Sumdac, Waspinator, Skywarp, Thundercracker, Ramjet, Sunstorm, Jetfire y Rattletrap                                                        | Otras voces Series animadas          |
| 2007                     | Family Guy                                        | Bob esponja (no acreditado) | Episodio: Road to Rupert Otras voces |
| 2007                     | Chowder                                           | Voces Adicionales | Series animadas Otras voces          |
| 2007                     | El Tigre: The Adventures of Manny Rivera          | Voces Adicionales | Series animadas Otras voces          |
| 2007                     | Kids' Choice Awards 2007                          | Locutor | Entrega de premios                   |
| 2007                     | Tim and Eric Awesome Show, Great Job!             | Pat Dudley y Grum | imagen real                          |
| 2007-2008                | Out of Jimmy's Head                               | Tux the Penguin | Otras voces                          |
| 2007–presente            | WordGirl                                          | Tony James "T.J." Botsford, Dr. Two-Brains y Phil | Otras voces Series animada           |
| 2008                     | The Mighty B!                                     | Voces Adicionales | Series animadas Otras voces          |
| 2008                     | 2008 Kids' Choice Awards                          | Locutor | imagen real Entrega de premios       |
| 2008                     | Star Wars: The Clone Wars                         | Nute Gunray Y Nahdar Vebb | Otras voces                          |
| 2008                     | The Marvelous Misadventures of Flapjack           | Voces Adicionales | Otras voces Series animadas          |
| 2008                     | Back at the Barnyard: Cowman: The Uddered Avenger | Professor Twinny Vines y Martín Fargleman | Otras voces Especial de TV           |
| 2008-2011                | Batman: The Brave and the Bold                    | Plastic Man, Baby Face, Ray, Deadshot, Mirror Master y 'Mazing Man | Otras voces Series animadas          |
| 2008–2015                | Phineas and Ferb                                  | Squirrel | Series animadas                      |
| 2009                     | Random! Cartoons                                  | Bradwurst y Jerry | Episodio: Bradwurst                  |
| 2009                     | 2009 Kids' Choice Awards                          | Locutor | Entrega de premios                   |
| 2009                     | Fanboy and Chum Chum                              | Voces Adicionales | Series animadas Otras voces          |
| 2009                     | Square Roots: The Story of SpongeBob SquarePants  | El mismo | Documental de TV                     |
| 2009-2011                | The Super Hero Squad Show                         | Iron Man, Captain America, Colossus, Juggernaut, MODOK, Sentinels y Space Phantom                                                                                       | Otras voces Series animadas          |
| 2010                     |                                                   | | Otras voces Series animadas          |
| True Jackson VP          | Bingo                                             | Guest Star imagen real |                                      |
| 2010 Kids' Choice Awards | Locutor                                           | Otras voces Entrega de premios |                                      |
| Cosmic Quantum Ray       | Quantum Ray                                       | Otras voces |                                      |
| 2010-2012                | Kick Buttowski: Suburban Daredevil                | Kyle Buttowski | Otras voces Series animadas          |
| 2010–2013                | Generator Rex                                     | Fitzy Feakins, Buchiner y locutor | Otras voces Series animadas          |
| 2010–2013                | Scooby-Doo! Mystery Incorporated                  | Mr. Broccoli | Series animadas                      |
| 2010–2013                | Pound Puppies                                     | Chuckles, Bobo y Chauncey | Otras voces                          |
| 2010–presente            | Adventure Time                                    | Ice King, Magic Man y Orgalorg | Otras voces varios personajes        |
| 2010–presente            | Regular Show                                      | Voces Adicionales | Otras voces varios personajes        |
| 2011-2013                | Hero Factory                                      | Jetbug, Nathan Eva y Daniel Rocka | Otras voces                          |
| 2011-2013                | The Looney Tunes Show                             | Vampire Tweety | Otras voces Series animadas          |
| 2011-2013                | Dan Vs.                                           | Crunchy | Otras voces                          |
| 2011–presente            | Bubble Guppies                                    | Sam | Otras voces                          |
| 2012                     | 2012 Kids' Choice Awards                          | Locutor | Otras voces Entrega de premios       |
| 2012                     | It's a SpongeBob Christmas                        | Bob Esponja | Otras voces Especial de televisión   |
| 2012                     | Mad                                               | Anunciador | Otras voces                          |
| 2012                     | Napoleon Dynamite                                 | Curtis | Otras voces Series animadas          |
| 2012                     | The Legend of Korra                               | Referee | Otras voces                          |
| 2012–2013                | Green Lantern: The Series animadas                | Zilius Zox, Salaak, Byth Rok y Anti-Monitor | Otras voces Series animadas          |
| 2012–2014                | The High Fructose Adventures of Annoying Orange   | Coconut y Princess | Otras voces                          |
| 2012–2014                | Brickleberry                                      | Woody | Otras voces                          |
| 2012–presente            | Ultimate Spider-Man                               | Doctor Octopus, Dr. Curt Connors, Wizard, Whirlwind y Vulture | Otras voces Series animadas          |
| 2013-presente            | Henry Hugglemonster                               | Daddo y Grando | Otras voces Series animadas          |
| 2013-presente            | Wander Over Yonder                                | Peepers | Otras voces Series animadas          |
| 2013-presente            | Uncle Grandpa                                     | Tiny Miracle, Dennis y Belly Bug | Otras voces Series animadas          |
| 2013-presente            | Steven Universe                                   | Voces adicionales | Otras voces Series animadas          |
| 2013-presente            | Avengers Assemble                                 | Hombre Imposible y Whirlwind | Otras voces Series animadas          |
| 2013-presente            | Hulk and the Agents of S.M.A.S.H.                 | Doctor Octopus y Hombre Imposible | Otras voces Series animadas          |
| 2014                     | The Boondocks                                     | Doctor | Otras voces Series animadas          |
| 2014                     | Lego DC Comics: Batman Be-Leaguered               | Penguin | Especial de Televisión               |
| 2014-presente            | Mixels                                            | Flain, Seísmo, Teslo, Tungster y Berp | Otras voces Costo animado            |
| 2014-presente            | The Tom and Jerry Show                            | Voces Adicionales | Otras voces Series animadas          |
| 2014-presente            | Gravity Falls                                     | Voces adicionales | Otras voces Series animadas          |
| 2014-presente            | Randy Cunningham: 9th Grade Ninja                 | Voces adicionales | Otras voces Series animadas          |
| 2014-presente            | Clarence                                          | Sumo | Otras voces Series animadas          |
| 2014-presente            | The 7D                                            | Voces adicionales | Otras voces Series animadas          |
| 2014-presente            | Rick and Morty                                    | Voces adicionales | Otras voces Series animadas          |
| 2015                     | Star vs. the Forces of Evil                       | Voces adicionales | Otras voces Series animadas          |
| 2015                     | Teenage Mutant Ninja Turtles                      | Dr. Tyler Rockwell y Monkey Brains | Otras voces Series animadas          |
| 2015                     | Breadwinners                                      | SwaySway's Dad y Bear Ruffinbuff | Otras voces Series animadas          |
| 2015                     | Talking Tom and Friends                           | Hank | Otras voces Series animadas          |
| 2015                     | W/ Bob and David                                  | Voces Adicionales | Otras voces Series animadas          |
| 2015–presente            | Miles From Tomorrowland                           | Leo Callisto | Otras voces Series animadas          |
| 2015–presente            | Fresh Beat Band of Spies                          | Bo Monkey y Reed | Otras voces Series animadas          |
| 2016                     | The Powerpuff Girls                               | Alcalde y Narrador |                                      |
| 2016-presente            | Trollhunters                                      | Gut, Otto Scaarbach y Oficial Brennan |                                      |
| 2017-presente            | Samurai Jack                                      | Scaramouche, el asesino favorito de Aku |                                      |
| 2017                     | Billy Dilley                                      | Zeke, amigo de Billy y Thruston y ayudante del Count Raymond Wretcher                                                                                                   |                                      |
| 2018                     | Final Space                                       | HUE |                                      |
| 2023                     | Adventure Time: Fionna and Cake                   | Ice King |                                      |

### Cine

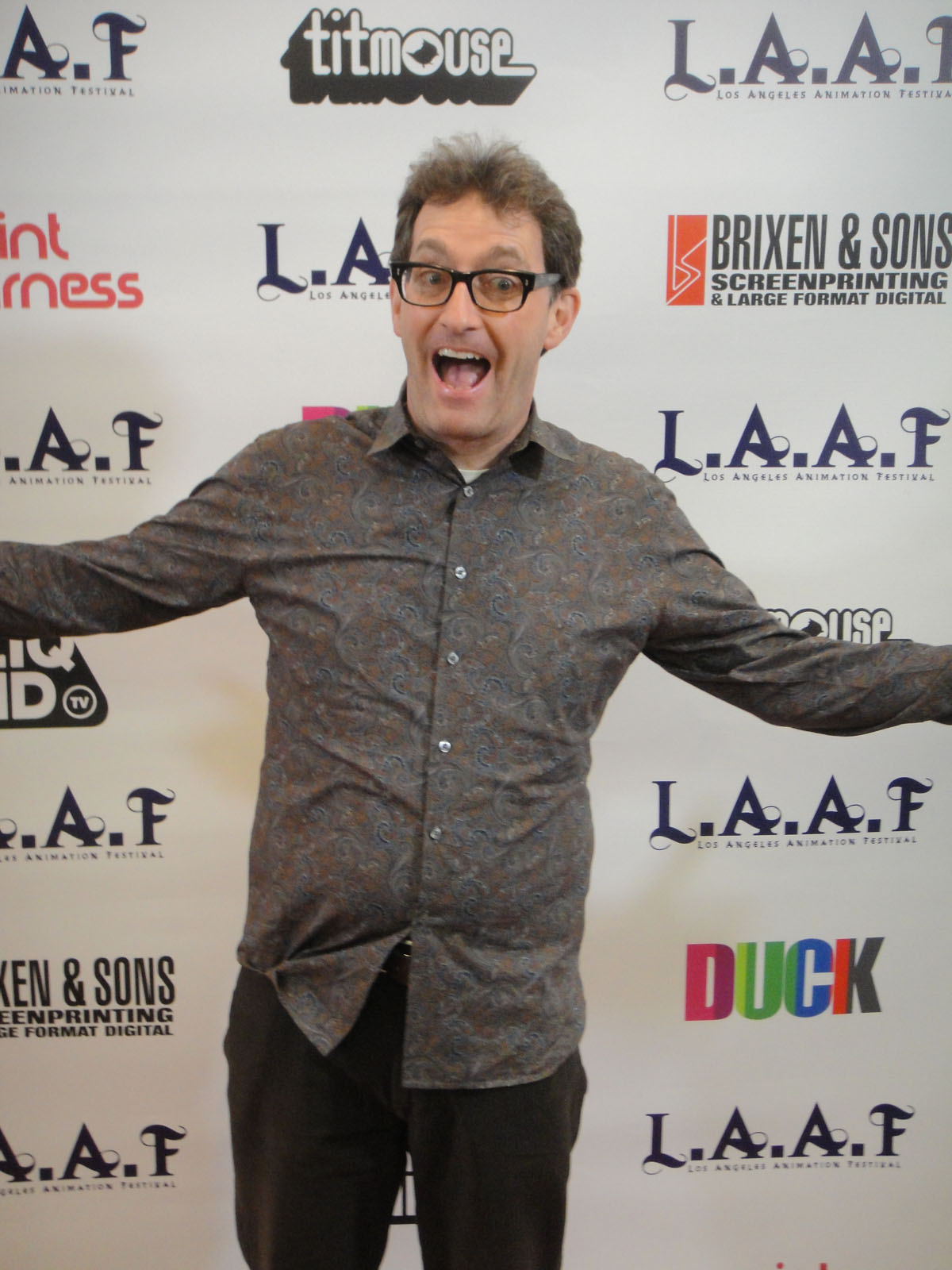
Tom Kenny en el Festival de Animación en Los Ángeles, 2012.

| Año  | Título                                                                    | Rol                                                                                          | Notas                                                                  |
| ---- | ------------------------------------------------------------------------- | -------------------------------------------------------------------------------------------- | ---------------------------------------------------------------------- |
| 1988 | Rockin' with Judy Jetson                                                  | Narrator                                                                                     | Voz                                                                    |
| 1989 | How I Got into College                                                    | B                                                                                            | Film debut imagen real                                                 |
| 1990 | Jetsons: The Movie                                                        | Narrator                                                                                     | Voz                                                                    |
| 1992 | Shakes the Clown                                                          | Binky the Clown                                                                              | imagen real                                                            |
| 1994 | Plughead Rewired: Circuitry Man II                                        | Guru                                                                                         |                                                                        |
| 1995 | Fin de semana mortal                                                      | Joe Blow                                                                                     | Película de TV                                                         |
| 2000 | Buiness Tom 4: Killvol Naknifinhome                                       | El mismo                                                                                     | imagen real                                                            |
| 2001 | Jimmy Neutron: Boy Genius                                                 | Voces adicionales                                                                            | Voz                                                                    |
| 2001 | Dr. Dolittle 2                                                            | Male Tortoise                                                                                | Voz imagen real                                                        |
| 2002 | Scooby-Doo and the Legend of the Vampire                                  | Lightning Strikes, Stormy Weathers, Barry, Harry, Lifeguard 2                                | Voz Directamente para vídeo                                            |
| 2002 | The Powerpuff Girls Movie                                                 | Alcalde, Narrador, Cha-Ching Cha-Ching, Mitch Mitchelson, Snake, Arturo                      | Voz                                                                    |
| 2002 | Adam Sandler's Eight Crazy Nights                                         | -                                                                                            | Voz                                                                    |
| 2002 | Run Ronnie Run                                                            | Reportero de noticias, Cult Leader Gleh'n                                                    | imagen real                                                            |
| 2003 | Windy City Heat                                                           | Gay Costume Designer                                                                         | imagen real                                                            |
| 2003 | My Life with Morrissey                                                    | Clerk                                                                                        | Cameo imagen real                                                      |
| 2003 | Animatrix                                                                 | Various                                                                                      | Voz                                                                    |
| 2003 | Scary Movie 3                                                             | Aliens (no acreditado)                                                                       | Voz imagen real                                                        |
| 2004 | The SpongeBob SquarePants Movie                                           | Bob Esponja, Gary, Narrador Francés, Clay, Tough Fish #2, Twin #2, Houston Voice             | Voz                                                                    |
| 2004 | Comic Book: The Movie                                                     | Derek Sprang                                                                                 | imagen real                                                            |
| 2004 | Surviving Christmas                                                       | Man Wrapping Gift                                                                            | Cameo imagen real                                                      |
| 2005 | Stuart Little 3: Call of the Wild                                         | Animales del bosque y Scouts                                                                 | Voz Directamente para vídeo                                            |
| 2005 | Lil Pimp                                                                  | Hans Dribbler Announcer                                                                      | Voz Directamente para vídeo                                            |
| 2005 | Hoodwinked                                                                | Tommy                                                                                        | Voz                                                                    |
| 2005 | Tom and Jerry: Blast Off to Mars                                          | Grop Gardener #1, Martian Guard #2                                                           | Voz Directamente para vídeo                                            |
| 2005 | Tom and Jerry: The Fast and the Furry                                     | Gorthan and Whale                                                                            | Voz Directamente para vídeo                                            |
| 2005 | Sky High                                                                  | Mr. Timmerman                                                                                | Cameo imagen real                                                      |
| 2005 | Aloha, Scooby-Doo!                                                        | Rubén Laluna, California Surfer, Tiny Tiki                                                   | Voz Directamente para vídeo                                            |
| 2006 | Tom Goes to the Mayor                                                     | Saxman                                                                                       | Voz                                                                    |
| 2006 | Ant Bully                                                                 | Ant #2, Drone Ant, Ant #6                                                                    | Voz                                                                    |
| 2006 | Re-Animated                                                               | Appleday Board Member, "Tux The Penguin"                                                     | Voice and Cast Película animada/imagen real                            |
| 2006 | Idiocracy                                                                 | IPPA Computer                                                                                | Voz                                                                    |
| 2007 | Here Comes Peter Cottontail: The Movie                                    | Peter Cottontail, Junior, Antoine                                                            | Voz Directamente para vídeo                                            |
| 2007 | Futurama: Bender's Big Score                                              | Voces adicionales                                                                            | Película animada Directamente para vídeo                               |
| 2007 | Elf Bowling the Movie: The Great North Pole Elf Strike                    | Dingle Kringle                                                                               | Voz Directamente para vídeo                                            |
| 2007 | Superman: Doomsday                                                        | The Robot                                                                                    | Voz Directamente para vídeo                                            |
| 2007 | Meet the Robinsons                                                        | Mr. Willerstein                                                                              | Voz                                                                    |
| 2007 | Happily N'Ever After                                                      | Amigos #1, Dwarves #2, Wolf #1                                                               | Voz Película animada                                                   |
| 2007 | Atlantis SquarePantis                                                     | SpongeBob SquarePants, Gary the Snail                                                        | Película de TV Voz                                                     |
| 2008 | Unstable Fables: 3 Pigs and a Baby                                        | Dr. Wolfowitz, Comedia musical del lobo                                                      | Voz Película animada                                                   |
| 2009 | Transformers: la venganza de los caídos                                   | Wheelie, Skids                                                                               | Voz imagen real                                                        |
| 2009 | The Haunted World of El Superbeasto                                       | Otto, Rover, Old Man                                                                         | Voz Directamente para vídeo                                            |
| 2009 | World's Greatest Dad                                                      | Jerry Klein (productor de talk show)                                                         | Cameo imagen real                                                      |
| 2009 | SpongeBob's Truth or Square                                               | Bob Esponja, Gary, Narrador Francés, Parche el pirata (imagen real), Jellyfish, varias voces | Película de TV                                                         |
| 2010 | Space Chimps 2: Zartog Strikes Back                                       | Ham III                                                                                      | Voz Película animada                                                   |
| 2010 | Kung Fu Magoo                                                             | Dr. Malicio                                                                                  | Voz Directamente para vídeo                                            |
| 2010 | Beverly Hills Chihuahua 2                                                 | Sebastián                                                                                    | Voz Directamente para vídeo imagen real                                |
| 2011 | Winnie the Pooh                                                           | Conejo                                                                                       | Voz                                                                    |
| 2011 | Big Time Beach Party                                                      | Parche el pirata                                                                             | Estrella invitada Película de TV Especial de Big Time Rush imagen real |
| 2011 | Transformers: el lado oscuro de la luna                                   | Wheelie                                                                                      | Voz imagen real                                                        |
| 2011 | God Bless America                                                         | Personal de Oficina (sin acreditar)                                                          | Cameo imagen real                                                      |
| 2011 | Twinkle Toes                                                              | Dad, Mr. Koslovsky, Judge #2, Mr. Saperstein Politician                                      | Voz Directamente para vídeo                                            |
| 2012 | Frankenweenie                                                             | Jefe de bomberos, Soldado                                                                    | Voz Película animada en stop motion                                    |
| 2012 | Hotel Transylvania                                                        | Voces adicionales                                                                            | Voz                                                                    |
| 2012 | Zambezia                                                                  | Marabou #1                                                                                   | Voz Película animada                                                   |
| 2012 | Beverly Hills Chihuahua 3: Viva La Fiesta!                                | Sebastián                                                                                    | Voz Directamente para vídeo imagen real                                |
| 2012 | The Adventures of Jinbao                                                  | Bernie Hothead, Manny Mantis, Spinny the Monkey                                              | Voz                                                                    |
| 2013 | I Know That Voice                                                         | El mismo                                                                                     | Documental                                                             |
| 2014 | Rocky & Bullwinkle                                                        | Bullwinkle J. Moose                                                                          | Voz Short film                                                         |
| 2015 | The SpongeBob Movie: Sponge Out of Water                                  | Bob esponja/The Invincibubble, Gary, Waffle                                                  | Voz                                                                    |
| 2015 | Lego DC Comics Super Heroes: Justice League vs. Bizarro League            | Penguin, Plastic Man                                                                         | Voz Directamente para vídeo                                            |
| 2015 | The Flintstones & WWE: Stone Age SmackDown!                               | Voces adicionales                                                                            | Voz Directamente para vídeo                                            |
| 2015 | Ant-Man                                                                   | Horrible conejo                                                                              | Voz                                                                    |
| 2015 | Lego DC Comics Super Heroes: Justice League: Attack of the Legion of Doom | Penguin                                                                                      | Voz Directamente para vídeo                                            |
| 2017 | The Nut Job 2: Nutty in Nature                                            | Amigo                                                                                        |                                                                        |
| 2017 | Transformers: el último caballero                                         | Wheelie                                                                                      | Voz imagen real                                                        |
| 2018 | Rocko's Modern Life: Static Cling                                         | Heffer                                                                                       | Voz                                                                    |
| 2019 | The SpongeBob Movie: Sponge On The Run                                    | Bob esponja, Gary                                                                            | Voz                                                                    |
| 2022 | Pinocho de Guillermo del Toro                                             | Benito Mussolini, voces adicionales                                                          | Voz Película animada en stop motion                                    |
| 2022 | Pinocchio: A True Story                                                   | Geppetto                                                                                     | Voz                                                                    |
| 2023 | Dicks: The Musical                                                        | Backpack                                                                                     |                                                                        |
| 2024 | El Pájaro Loco se va de campamento                                        | Wally Walrus                                                                                 | Voz                                                                    |